# 信息与计算科学
信息与计算科学专业（Information and Computational Science）是中国大陆的一个数学类专业名，隶属于计算科学范畴。1987年计算数学专业更名为“计算数学及其应用软件”，1998年中国教育部将其更名为信息与计算科学，是以信息领域为背景，数学，统计学与信息学，计算机科学相结合的数学类专业。该专业培养的学生具有良好的数学基础，算法基础，能熟练地使用计算机，初步具备在信息与计算机科学领域的某个方向上从事科学研究，解决实际问题，设计开发有关计算机软件的能力。